# Sapwuahfik
Sapwuahfik antes Ngatik, es un atolón que pertenece al Estado de Pohnpei, en los Estados Federados de Micronesia.
Para los europeos, el atolón fue descubierto en 1773 por Felipe Tompson.
El atolón es conocido por la llamada masacre de Ngatik de 1837.
Se encuentra a 150 km al suroeste de la isla principal de Pohnpei al este de las Islas Carolinas y se compone de 10 islas individuales en un arrecife. La isla más grande y habitada es Ngatik, en el extremo occidental.
El atolón es de 22,5 km de largo y de hasta 9,6 km. La laguna mide 78,56 kilómetros cuadrados de superficie, el área total es de 114 km ². La superficie total de las 10 islas es de 1,75 km², de las cuales la principal es la isla Ngatik que tiene de 0,91 km², más de la mitad.